# عزلة قرضان (ذمار)

تعديل مصدري - تعديل

عزلة قرضان هي إحدى عزل مديرية مغرب عنس في محافظة ذمار اليمنية ويبلغ تعداد سكانها 6447 نسمة حسب التعداد السكاني في اليمن لعام 2004.

## روابط خارجية
- الجهاز المركزي للإحصاء بالجمهورية اليمنية
- المركز الوطني للمعلومات باليمن
- World Gazetteer:Yemen
- الدليل الشامل